# Гарсия де Толедо Осорио
Гарсия де Толедо Осорио (исп. García de Toledo Osorio; 25 апреля 1579, Неаполь — 21 января 1649, Мадрид) — испанский военный и государственный деятель, 6-й маркиз де Вильяфранка-дель-Бьерсо (1627—1649), гранд Испании, 3-й герцог Фернандина, 3-й принц Монтальбан и 2-й граф Пенья-Рамиро.

## Биография
Он родился в Неаполе 25 апреля 1579 года. Старший сын Педро Альвареса де Толедо Осорио (1546—1627), 5-го маркиза Вильяфранка-дель-Бьерсо (1577—1627), и Эльвиры де Мендоса. С детства он был кавалером Ордена Сантьяго, герцогом Фернандина и принцем Монтальбан.
Он начал служить на галерах в 1606 году по приказу своего отца и стал в 1623 году генерал-капитаном галер Испании. В этой должности он участвовал в обороне Кадиса в 1625 году и одержал крупную победу над Францией при Санта-Маргарите и Сан-Онорато (1636 год).
Он был генерал-капитаном Государственного и Военного советов короля Испании Филиппа IV, став одним из его доверенных лиц. Он отказывался принять должность генерал-лейтенанта на море до тех пор, пока Филипп IV не ввел это назначение в силу. Его отказ приводит к тому, что его преследуют за неповиновение монарху и противостоят графу-герцогу Оливаресу.
Граф-герцог Оливарес, ревнивый, снял его с занимаемой должности и запер в замке Вильявисиоса-де-Одон. После падения валидо он был восстановлен в своих должностях и прибавил к своему имению 400 000 дукатов в награду за безосновательное наказание.

## Семья
Маркиз Вильяфранка-дель-Бьерсо женился в Мадриде 18 августа 1609 года на Марии де Мендоса, дочери Родриго де Мендосы (1540—1587) и Аны де Мендосы, 6-й герцогини Инфантадо (1554—1633). У пары не было детей.
Его состояние и титулы перешли к его племяннику Фадрике Альварес де Толедо Осорио после его смерти в Мадриде 21 января 1649 года.